# José Carlos de Almeida
José Carlos de Almeida, známý jako Zé Carlos, (14. listopadu 1968, Presidente Bernardes – 25. listopadu 2024, Osasco) byl brazilský fotbalista, obránce.

## Klubová kariéra
Hrál v Brazílii za São José Esporte Clube, Nacional Atlético Clube (SP), AD São Caetano, Portuguesu, União São João Esporte Clube, Esporte Clube Juventude, Sociedade Esportiva Matonense, São Paulo FC, Grêmio Foot-Ball Porto Alegrense, Associação Atlética Ponte Preta, Joinville Esporte Clube a EC Noroeste. Za brazilskou fotbalovou reprezentaci nastoupil v jediném utkání - semifinále Mistrovství světa ve fotbale 1998 proti Nizozemsku. 